# کالیمیتا
کالیمیتا (به اسپانیایی: Calimete) یک منطقهٔ مسکونی در کوبا است که در استان ماتانزاس واقع شده‌است. کالیمیتا ۹۵۸ کیلومتر مربع مساحت و ۲۹٬۷۳۶ نفر جمعیت دارد و ۳۰ متر بالاتر از سطح دریا واقع شده‌است. این شهر توسط جوزه آنتونیو کاستاندا (به اسپانیایی: José Antonio Castañeda) در سال 1867 تاسیس شد.

## جمعیت شناسی
در سال 2004، شهرداری کالیمیتا اعلام کرد جمعیت منطقه شهری این شهر 29،736 نفر است. مساحت کلی این شهر 958 کیلومترمربع است. چگالی جمعیتی این شهر ۳۱٫۰ بر کیلومتر مربع (۸۰ بر مایل مربع) می‌‌باشد.